# Александровская, Екатерина Дмитриевна
Екатерина Дмитриевна Александровская (англ. Ekaterina Dmitriyevna Alexandrovskaya; 1 января 2000, Москва — 18 июля 2020, там же) — австралийская, ранее российская фигуристка, выступавшая в парном катании с Харли Уиндзором. Они — чемпионы мира среди юниоров (2017), чемпионы юниорского финала Гран-при (2017) и двукратные чемпионы Австралии (2017 и 2019 годы).
По состоянию на 5 мая 2018 года пара занимала 13-е место в рейтинге Международного союза конькобежцев (ИСУ).

## Биография
Родилась в Москве 1 января 2000 года. До конца 2011 года занималась как одиночница, весной 2012 года переехала в Днепропетровск, где впервые встала в пару с украинским участником I зимних юношеских Олимпийских игр Владиславом Лысым. На юниорских стартах выступали лишь в России.
В 2014 году вернулась в Москву и стала выступать с Александром Епифановым. Весной 2016 года ей поступило предложение от австралийской федерации выступать с Харли Уиндзором под руководством российских тренеров (Хекало и Мозер), и летом того же года Российская Федерация дала согласие на смену спортивного гражданства Е. Д. Александровской.
В начале сентября пара дебютировала на международной арене в Остраве на юниорском этапе Гран-при, где заняла место в конце турнирной таблицы. Однако через месяц в Таллине на следующем юниорском этапе Гран-при они преподнесли сенсацию и выиграли его. Это позволило им стать первыми запасными на сам финал. При этом они квалифицировались на континентальный и юниорский чемпионаты. Через неделю фигуристы дебютировали и среди взрослых в Эспоо на Трофее Финляндии, где были в середине таблицы. В середине ноября планировали выступить на Кубке Варшавы, но снялись с турнира после того как получили информацию, что будут выступать в юниорском финале Гран-при. В начале декабря в Мельбурне Александровская и Уиндзор уверенно стали чемпионами Австралии и полетели в Марсель на финал Гран-при. Через неделю на юниорском финале австралийские фигуристы финишировали предпоследними, но сумели улучшить своё прежнее достижение в короткой программе.
В середине февраля 2017 года австралийские фигуристы дебютировали в Южной Корее на континентальном чемпионате, где они выступили не совсем уверенно и финишировали в конце турнирной таблицы. Через месяц в Тайбэе на юниорском чемпионате мира австралийская пара преподнесла сюрприз: после короткой программы спортсмены занимали третье место, а после произвольной стали чемпионами мира. При этом были улучшены все прежние достижения пары, и австралийцы впервые на чемпионатах по фигурному катанию выиграли золотую медаль. В конце марта австралийские чемпионы выступали на мировом чемпионате в Хельсинки, где удачно дебютировали. Они не сумели на этом этапе квалифицироваться на Олимпийские игры, однако им удалось улучшить своё прежнее достижение в короткой программе и сумме.

### Олимпийский сезон
Новый олимпийский сезон австралийские спортсмены начали в Риге на юниорском этапе Гран-при, где они финишировали рядом с подиумом. В конце месяца пара приняла участие в Оберсдорфе, где на квалификационном турнире Небельхорн финишировала на третьем месте и сумела завоевать для своей страны путёвку на зимние Олимпийские игры. Им также удалось улучшить все свои прежние спортивные достижения. Через неделю австралийские фигуристы выступали на юниорском этапе Гран-при в Гданьске, где они уверенно заняли первое место и вышли в юниорский финал Гран-при. В конце ноября в Таллине на турнире города австралийцы финишировали победителями, и при этом они улучшили своё прежнее достижение в короткой программе. На самом финале в Нагое австралийские спортсмены в упорнейшей борьбе стали победителями, что было впервые для спортсменов с Зелёного континента. В сам день финала руководство Австралии сделало подарок Александровской: она стала гражданкой страны и получила возможность беспрепятственно выступать на Олимпийских играх. Пара решила пропустить национальный чемпионат, чтобы лучше подготовиться к континентальному и Олимпийским играм. В конце января в Тайбэе спортсмены из Австралии замкнули шестёрку лучших спортивных пар четырёх континентов, при этом они незначительно улучшили свои прежние достижения в короткой программе. Однако уже через две недели в Канныне на Олимпийских играх их постигла неудача, они не смогли выйти в финальную часть соревнований в Южной Корее.

## После олимпийского сезона
По окончании олимпийского сезона фигуристы поменяли тренера. Они перебрались из Москвы в Монреаль к Ришару Готье. Спортсмены продолжали неплохо выступать, однако незадолго до очередного континентального чемпионата Екатерина получила травму. Спортсмены снялись со стартов. Далее последовала травма стоп у Харли. Спортсмены перебрались из Монреаля в Сидней, и с ними стал работать их бывший тренер Хекало. Осенью 2019 года спортсмены приняли участие в двух турнирах. В начале января у Екатерины случился эпилептический приступ, после которого она была вынуждена завершить спортивную карьеру. Это и привело к тому, что их дуэт с Харли в конце февраля 2020 года прекратил своё существование.

### Гибель
Екатерина Александровская погибла 18 июля 2020 года, выпрыгнув из окна шестого этажа дома по улице 1905 года в Москве. В её квартире нашли предсмертную записку, в которой было написано слово «люблю». Похоронена в Балашихе на Николо-Архангельском кладбище.

## Спортивные достижения
(с Х. Уиндзором)
| Соревнования/Сезон                 | 2016—2017 | 2017—2018 | 2018—2019 | 2019—2020 |
| ---------------------------------- | --------- | --------- | --------- | --------- |
| Олимпийские игры                   |           | 18        |           |           |
| Чемпионат мира                     | 16        | 16        |           |           |
| Чемпионат четырёх континентов      | 11        | 6         | WD        | WD        |
| Этапы Гран-при: Skate Canada       |           |           | 7         |           |
| Этапы Гран-при: Rostelecom Cup     |           |           | 7         |           |
| Этапы Гран-при: Skate America      |           |           |           | 7         |
| Небельхорн                         |           | 3         |           | 9         |
| Finlandia Trophy                   | 6         |           | 6         |           |
| Кубок Варшавы                      | WD        |           |           | WD        |
| U.S. International                 |           |           | 3         |           |
| Таллинский Трофей                  |           | 1         |           |           |
| Чемпионаты мира (юниоры)           | 1         |           |           |           |
| Финал юниорского Гран-при          | 5         | 1         |           |           |
| Этапы юниорского Гран-при: Чехия   | 8         |           |           |           |
| Этапы юниорского Гран-при: Эстония | 1         |           |           |           |
| Этапы юниорского Гран-при: Латвия  |           | 4         |           |           |
| Этапы юниорского Гран-при: Польша  |           | 1         |           |           |
| Чемпионаты Австралии               | 1         |           | 1         |           |

- WD — спортсмены снялись с соревнований.